# Räddningstjänsten Karlstadsregionen
Räddningstjänsten Karlstadsregionen är ett kommunalförbund som inrättades 1 januari 2000 bestående av Forshaga kommun, Grums kommun, Hammarö kommun, Karlstads kommun, Kils kommun och Munkfors kommun. Förbundet har sitt kansli i Karlstad och uppgiften är att ombesörja räddningstjänsten inom medlemskommunerna.
Förbundet har brandstationer i Forshaga, Grums, Hammarö, Karlstad, Kil och Munkfors. Larmcentralen är belägen i Karlstad.

## Räddningschefer
| Ämbetstid | Namn             | Levnadstid |
| --------- | ---------------- | ---------- |
| 1991-2012 | Stefan Bergström | 1947-      |
| 2012-     | Nils Weslien     | 1962-      |